# Gmina Cerovlje
Gmina Cerovlje (chorw. Općina Cerovlje) – gmina w Chorwacji, w żupanii istryjskiej.

## Miejscowości i liczba mieszkańców (2011)
- Belaj – 16
- Borut – 213
- Cerovlje – 241
- Ćusi – 58
- Draguć – 68
- Gologorica – 269
- Gologorički Dol – 80
- Gradinje – 43
- Grimalda – 75
- Korelići – 53
- Novaki Pazinski – 200
- Oslići – 79
- Pagubice – 127
- Paz – 72
- Previž – 83